# Rattus obiensis
Rattus obiensis — нещодавно описаний вид пацюків з Індонезії.